# Ci penseremo domani
Ci penseremo domani (See You in the Morning) è un film del 1989 diretto da Alan J. Pakula.
È un film drammatico statunitense a sfondo romantico con Jeff Bridges, Alice Krige e Farrah Fawcett.

## Trama
Beth Goodwin (Alice Krige) è felicemente sposata e madre di due figli, e vive con il marito pianista Peter (David Dukes). Lo psichiatra Larry Livingstone (Jeff Bridges) vive a New York con la moglie Jo (Farrah Fawcett) e i due figli piccoli. Tre anni dopo, Peter, il marito di Beth, rimane improvvisamente paralizzato alle mani e si suicida, lasciando Beth e i bambini con il cuore spezzato. Larry viene abbandonato dalla moglie e dai due figli, che si sono trasferiti a Londra dopo la separazione.
Larry viene presentato a Beth a una festa organizzata da Martin (George Hearn) e Sidney (Linda Lavin) e nasce un'attrazione immediata. Larry è però distratto dalla presenza di Jo, che si è presentata con la sua nuova fiamma, l'attore Jack (Mark La Mura). Alla fine della serata, torna a casa con Beth e viene accolto dai figli di lei, Cathy (Drew Barrymore) e Petey (Lukas Haas).
Nonostante Neenie (Frances Sternhagen), la madre di Jo, lo critichi per aver rinunciato troppo in fretta al suo matrimonio con Jo, Larry continua a vedere Beth. Presenta ai Goodwin i figli Robin (Heather Lilly) e Billy (Macaulay Culkin), che però non si integrano bene. Robin rimprovera al padre di aver sostituito Jo con Beth e il matrimonio previsto viene rimandato a causa dei continui attriti. Sidney, la migliore amica di Beth, le consiglia di dare un'altra possibilità a Larry, spiegandole che l'amore non è sempre perfetto e facendole l'esempio di come Martin abbia commesso un adulterio. Contemporaneamente, Larry si traveste da Cupido e la convince a sposarlo.
Beth inizia presto a preoccuparsi del loro futuro, temendo che Larry un giorno la abbandonerà come ha fatto Peter. Larry propone loro di trasferirsi in un altro appartamento, spiegando che la loro attuale residenza sarà sempre la casa del padre di Cathy e Petey. I figli di Beth sono contrari al trasferimento. Mentre Beth è all'estero per lavoro, la figlia Cathy inizia a ribellarsi e viene arrestata per taccheggio da Bloomingdale. Larry continua a sentirsi vulnerabile nei confronti di Jo, la cui madre si rivela in fin di vita, spingendo Jo a lasciare i figli a Larry.
Dopo la morte di Neenie, Larry si concentra sul conforto dell'ex moglie e dei figli. Jo ammette di amarlo ancora, lasciando Larry incerto sul da farsi. Egli assicura a Beth di non aver commesso adulterio, nonostante si senta legato a Jo. Cathy e Petey scambiano la notte d'amore di Larry e Beth per una lotta violenta. Temono che sia successo qualcosa di brutto, facendo capire ai bambini quanto in realtà apprezzino Larry. Tutta la famiglia accetta di trasferirsi in una nuova casa.

## Produzione
Il film, diretto e sceneggiato da Alan J. Pakula, fu prodotto dallo stesso J. Pakula e da Susan Solt per la Lorimar Film Entertainment e girato a New York. La colonna sonora originale è stata composta da Michael Small.

## Distribuzione
Il film fu distribuito negli Stati Uniti dal 14 aprile 1989 al cinema con il titolo See You in the Morning dalla Warner Bros. Pictures e per l'home video dalla Warner Home Video nel 1994.
Alcune delle uscite internazionali sono state:
- in Portogallo il 21 ottobre 1990 (Encruzilhada de Ilusões)
- in Finlandia il 26 ottobre 1990 (Nähdään aamulla)
- in Germania il 3 maggio 1993 (Zweites Glück, in prima TV)
- in Argentina (Amores compartidos)
- in Spagna (Amores compartidos)
- in Francia (À demain mon amour)
- in Polonia (Do zobaczenia rano)
- in Ungheria (Reggel találkozunk)
- in Brasile (See You in the Morning)
- in Grecia (Tha idothoume to proi)
- in Italia (Ci penseremo domani)

## Promozione
La tagline è: "Just when you thought it couldn't happen again".

## Critica
Secondo il Morandini il film è una "commedia diseguale" senza spessore in cui "finezza e gentilezza non bastano". Secondo Leonard Maltin "intelligenza, calore e gentilezza non riescono a prevalere su una certa superficialità (e carineria forzata) nella sceneggiatura".